# Juan de la Abadía el Vell

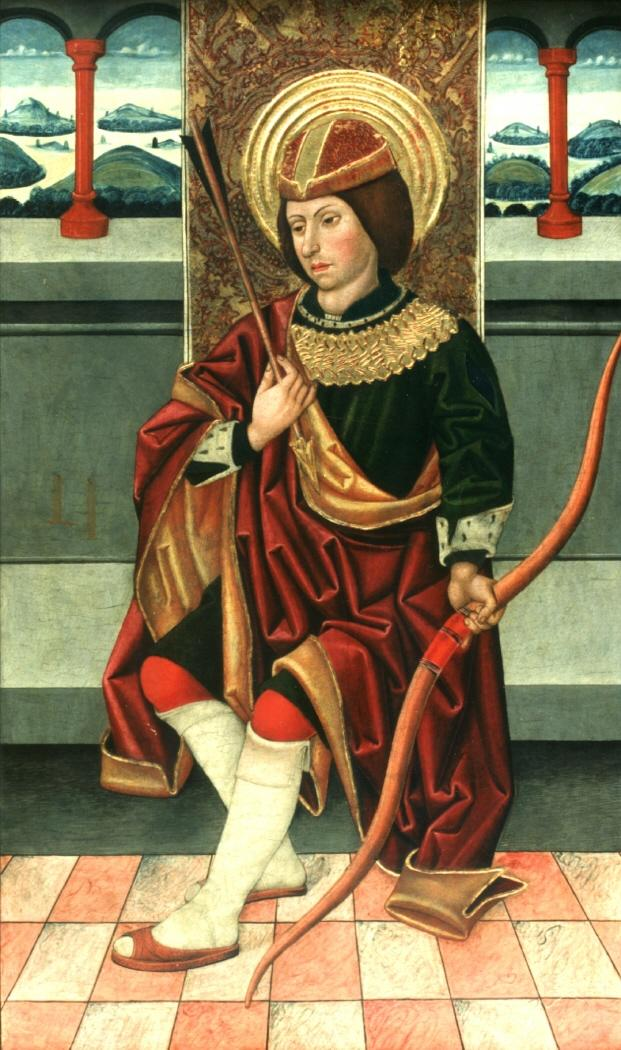
Sant Sebastià, tremp sobre taula (113,5 x 66,5 cm.), Madrid, Museu Lázaro Galdiano, procedent del retaule major de l'església de Sant Esteve d'Anies (Osca), segons un model repetit en la predela del retaule del Salvador de l'ermita de Broto, actualment conservat al Museu de Saragossa

Juan de la Abadía, dit el Vell (segle xv), fou un pintor actiu en terres aragoneses, documentat a Osca entre 1470 i 1498, any que se suposa de la seva mort.
El seu estil s'enquadra en el gòtic hispano-flamenc, influenciat per Jaume Huguet, Bartolomé Bermejo i Pere Garcia de Benavarri, per la qual cosa se li ha suposat un possible origen català.
En algunes obres fa servir gravats de Martin Schongauer. Des de 1489 rep l'ajuda del seu fill, Juan de la Abadía el Jove, amb qui va arribar a realitzar retaules com el de Lastanosa (1490) i Sant Pere de Biescas (1493).

## Obra
Entre les obres documentades es troben els retaules de Santa Caterina (1490) de l'Església de la Magdalena d'Osca, actualment dispers, el del Salvador a l'ermita de Broto, conservat al Museu de Saragossa i el de Sant Domènec a Almudévar (Osca), pel qual va ser conegut com a Mestre d'Almudévar fins a la seva correcta identificació per l'historiador Ricardo del Arco.
Al Mnac es pot veure una obra seva, Sant Miquel pesant les ànimes, realitzada amb Tremp sobre fusta i provinent de la col·lecció Plandiura. Probablement aquesta obra prové d'un retaule dedicat a sant Miquel Arcàngel que hi havia a Liesa (Osca).